# Ablanitsa (distrikt i Bulgarien, Pazardzjik, Obsjtina Velingrad)
Ablanitsa (bulgariska: Абланица) är ett distrikt i Bulgarien.   Det ligger i kommunen Obsjtina Velingrad och regionen Pazardzjik, i den sydvästra delen av landet, 90 kilometer sydost om huvudstaden Sofia.
I omgivningarna runt Ablanitsa växer i huvudsak blandskog. Runt Ablanitsa är det ganska tätbefolkat, med 67 invånare per kvadratkilometer.